# Mikkjel Fønhus
Mikkjel Fønhus (eigentlich Mikkel Arnesen Fønhus, * 14. März 1894 in Sør-Aurdal; † 28. Oktober 1973 ebenda) war ein norwegischer Schriftsteller.

## Leben
Fønhus war der Sohn von Arne Mikkelsen Fønhus und dessen Frau Olava Olsdatter Storsveen. Die Eltern betrieben ein Einzelhandelsgeschäft. 1896 starb Arne Fønhus und seine Frau zog Mikkel und seinen jüngeren Bruder allein groß. Sein Abitur legte Mikkel Fønhus 1913 an einer Privatschule in Kristiania ab. Kurzzeitig arbeitete Fønhus als Journalist.
Sein Studium der Rechtswissenschaft brach er früh ab und kehrte in seine Heimatstadt zurück. Dort begann er, Erzählungen zu verfassen, die er zunächst in Zeitschriften veröffentlichte. Sein Debütroman Skoggangsmand erschien 1917 und wurde von Johannes V. Jensen hochgelobt. Mit dem folgenden Buch Der vildmarken suser (1919), das 1928 auch in deutscher Sprache erschien, sowie Det skriker fra Kverrvilljuvet (1920) und Troll-Elgen (1921) hatte er seinen Durchbruch. Troll-Elgen wurde 1926 ebenfalls ins Deutsche übersetzt und 1927 verfilmt. In der Zeit des Nationalsozialismus wurden in Deutschland über 400.000 Exemplare des Buchs gedruckt. Fønhus selbst reiste 1937 nach Deutschland, wo er die Nordische Gesellschaft besuchte und Vorträge hielt.
Insgesamt veröffentlichte Fønhus in 56 Jahren 41 Bücher, die regelmäßig als Erstauflagen von 15.000 Exemplaren gedruckt wurden. Er erhielt mehrere Preise, darunter Mads Wiel Nygaards legat 1965 (zusammen mit Einar Skjæraasen) und Gyldendals legat 1952 (mit Jakob Sande). 1963 wurde er mit der königlichen Verdienstmedaille in Gold ausgezeichnet.
Fønhus starb 1973 auf einer Wanderung in der Nähe seiner Heimatstadt.

## Werk
Fønhus ist vor allem als Naturdichter bekannt. Ein großer Teil seiner Stoffe stammt aus seiner Heimatregion Valdres. Schon als Jugendlicher war Fønhus ein begeisterter Jäger und Angler gewesen und kannte sich in der Natur gut aus. Viel Zeit verbrachte er in den Wäldern seiner Heimat. Einige Bücher behandeln aber auch Erlebnisse auf seinen Reisen nach Afrika, Kanada und Spitzbergen. Dazu gehören Løvene i Kilimatui, das auch in deutscher Sprache erschien, sowie Urskogene, Under polarlys und Ontarioskogen. Fønhus' Sprache war vom lokalen Dialekt beeinflusst.

## Werke (Auswahl)
- Skoggangsmand (1917)
- Der Vildmarken suser (1919) (dt. Die Wildnis braust. Erzählungen. C.H. Beck´sche Verlagsbuchhandlung, München 1928, 260 S.)
- Det skriker fra Kverrvilljuvet (1920)
- Troll-Elgen (1921) (dt. Der Troll-Elch, C.H. Beck, München 1926)
- Under polarlyset (1922)
- Skogenes eventyr (1929) (dt. Jaampa, der Silberfuchs, 1930)
- Løvene i Kilimatui (1931) (dt. Die Löwen am Kilimatui. C.H. Beck, München 1932, 183 S.)
- Varg (1933) (dt. Wölfe. C.H. Beck, München 1935, 232 S.)
- Ontarioskogen (1934)
- Urskogene (1934)
- Skiløperen (1936) (dt. Der Schiläufer. Ein Roman der Sportjugend unserer Zeit. C.H. Beck, München 1936, 178 S.)
- Beveren bygger ved Svartkjenn (dt. Die Biber bauen am Schwarzweiher. C.H. Beck, München 1938, 129 S.)
- Køia i Tusterdalen (1945)
- Kampen mot villmarka (1946)
- Leoparden (1956)
- Jerv (1959)
- Gaupe (1966)
- Villmarksoteren (1972)

## Filme
- 1927 Troll-Elgen. Norwegen. Stummfilm. Regie: Walter Fyrst. Darsteller: Tryggve Larssen, Tove Tellback, Einar Tveito, Hauk Aabel. UA Norwegen: Kino 26. Dezember 1927